# بادام (مهاباد)
قرية بادام (بالكردية: بادام) هي إحدى القرى التابعة لـمكريان الشرقية في ريف قسم مركزي من مقاطعة مهاباد، في محافظة أذربیجان الغربیة الإيرانية.

## السكان
حسب إحصاءات سنة 2006، بلغ إجمالي السكان في بادام 241 نسمة وعدد المساكن 50 مسكن. لغة سكان بادام هي اللغة الكردية و هم من أهل السنة والجماعة والمذهب الشافعي.